# Ariane 5
Ariane 5 je raketa nosač iz obitelji raketa Ariane čija je primarna svrha lansiranje komercijalnih satelita u geosinkronu orbitu. Ariane 5 proizvodi Astrium, kooperant Europske svemirske agencije (ESA) i Centre National d'Etudes Spatieles (CNES). Očekuje se kako će raketa biti u upotrebni barem do 2023. godine, kada bi je trebala zamijeniti Ariane 6.
Ariane 5 je naslijedila raketu Ariane 4, ali je potpuno nov dizajn i nema znatnih sličnosti s njom. Ariane 5 je kroz razvoj i lansiranja razvijena u više verzija, G, G+, GS, ECA i ES. ESA je u početku projekta Ariane 5 namijenila lansiranja svemirske letjelice Hermes tako da je raketa od svojih samih početaka prilagođena za lansiranje letjelica s ljudskom posadom.
Do sredine prosinca 2014. Ariane 5 je odradila 77 lansiranja, od čega dva neuspješna i dva djelomično neuspješna. Sva lansiranja obavljena su iz Svemirskog Centra Gvajana kraj grada Kourou u Francuskoj Gvajani.

## Povijest
Odluka o razvoju rakete Ariane 5 donesena je 1987. od strane Europske zajednice. Cilj odluke je bio razviti raketu nosač velike nosivosti koja će moći ponijeti teške satelite u geostacionarnu orbitu ili svemirski brod s ljudskom posadom u nisku orbitu. Arhitektura rakete je potpuno nova i unatoč sličnom nazivu dijeli malo sličnosti s prethodnom raketom Arianom 4.
Kako je Ariana 5 predviđena za lansiranje ljudi u orbitu sustavi rakete za kontrolu i upravljanje karakterizira velika redudantnost. Dijelovi rakete su standardizirani kako bi se smanjili troškovi proizvodnje iste.
Prvo lansiranje Ariana 5 imala je 4. lipnja 1996. Zbog greške u računalnom programu koji upravlja raketom, lansiranje je prekinuto nakon 37 sekundi kada se raketa sama uništila. Sljedeće lansiranje je bilo djelomično uspješno. Vulcain, motor prvo stupnja, imao je grešku u kontstrukciji sapnice što je dovelo do rotiranja rakete i gašenja motora. Drugi stupanj je uspješno radio, ali nije uspio doseći željenu orbitu.
Treće lansiranje je bilo uspješno i nakon njega je raketa počela s komercijalnim operacijama. Prvo komercijalno lansiranje odigralo se 10. prosinca 1999. kada je lansiran XMM-Newton svemirski opservatorij za rendgenske zrake.
Ariana 5 imala je još dva neuspješna lansiranja. Prvo se dogodilo 12. srpnja 2001. kada je raketa izbacila dva satelita u prenisku orbitu. Drugo neuspješno lansiranje se dogodilo 11. prosinca 2002. prilikom prvog lansiranja ECA inačice rakete. Prilikom tog lansiranja izgubljeni su sateliti u vrijednosti od 630 milijuna eura. Sljedeće lansiranje Ariana 5 je odradila 9. travnja 2003. i od tada su sva lansiranja bila uspješna.

## Tehnička svojstva
Ariane 5 je raketa nosač teške klase koja je u stanju u nisku Zemljinu orbitu lansirati teret mase od 16.000 kg do 21.000 kg, ovisno o inačici rakete. Primarna namjena rakete je za lansiranje više satelita u prijelaznu geostacionarnu orbitu (GTO). Ovisno o inačici raketa u GTO može lansirati između 6200 do 10500 kg. Po mogućnostima lansiranja u GTO orbitu Ariane 5 spada u sam vrh trenutno dostupnih raketa nosača, jedino su rakete Delta IV i Atlas V boljih performansi.
Ariana 5 može ponijeti više satelita odjednom i lansirati ih u slične orbite. Promjer korisnog teretnog prostora je 4,57 m, njegova ukupna duljina je 15,59 m. Teretni prostor se sastoji od 10 m dugog cilindra koji potom prelazi u 5,55 m dug cilindar. Sateliti se na raketu priključuju putem adaptera koji može biti promjera od 937 do 2624 mm.
Ariana 5 sposobna je lansirati i međuplanetarne letjelice mase do 4100 kg, 7000 kg prema Mjesecu ili 6600 kg u L2 Lagrangoevu točku.

### Prvi stupanj
Prvi stupanj rakete sastoji se od kriogenskog H155 stupnja poznatog pod imenom EPC (Etage Principal Cryotechnique - Kriogenski Glavni Stupanj). H155 se satoji od dva spremnika, jedan za 130 tona tekućeg kisika i jedan za 25 tona tekućeg vodika. Na dnu stupnja nalazi se raketni motor Vulcain s potiskom od 1130 kN i specifičnim impulsom od 431 s. Prvi stupanj je mase oko 170800 kg pun i oko 12700 kg prazan. U inačici rakete ECA prvi stupanj, H173, pogonjen je Vulcain 2 motorom, a spremnici goriva su redizajnirani.
| ime stupnja           | motor         | potisak  | specifičan impuls                     | dužina izgaranja | gorivo  | dužina | promjer | masa                                |
| --------------------- | ------------- | -------- | ------------------------------------- | ---------------- | ------- | ------ | ------- | ----------------------------------- |
| Ariane H155 Generic   | 1 x Vulcain   | 1.075 kN | 431 s (vakuum) 326 s (na razini mora) | 605 s            | LH2/LOX | 30,5 m | 5,46 m  | 170.800 kg (pun) 12.700 kg (prazan) |
| Ariane H155 Evolution | 1 x Vulcain 2 | 1.360 kN | 434 s (vakuum) 318 s (na razini mora) | 540 s            | LH2/LOX | 30,5 m | 5,46 m  | 189.000 kg (pun) 14.000 kg (prazan) |

### Potisnici
Na prvi stupanj rakete priključena su dva potisnika na kruto gorivo ili EAP (fran: Étages d’Accélération à Poudre). Svaki od ih potisnika teži 277,5 tona i tokom 129 sekundi rada stvaraju 6.470 kN potiska.
Nakon leta potisnici padaju u Atlantski ocean i tonu na njegovo dno, ali moguće ih je opremiti padobranima što mogućava kasnije prikupljanje i analizu istih. Potisnike nije moguće reciklirati za ponovnu upotrebu kao što je slučaj kod Space Shuttlea. Francuski projektil M51 SLBM dijeli mnoge tehnologije s potisnicima Ariane 5.
| ime stupnja | motor | potisak  | specifičan impuls                     | dužina izgaranja | gorivo       | dužina | promjer | masa                                |
| ----------- | ----- | -------- | ------------------------------------- | ---------------- | ------------ | ------ | ------- | ----------------------------------- |
| Ariane 5-0  | P230  | 6.470 kN | 275 s (vakuum) 250 s (na razini mora) | 129 s            | kruto (HTPB) | 31,6 m | 3,05 m  | 277.500 kg (pun) 39.800 kg (prazan) |

### Drugi stupanj
Postoje dvije varijante drugog stupnja rakete. Ariana 5 u verzijama G, G+ i ES koristi stupanj EPS (Étage à Propergols Stockables - Stupanj s uskladištivim gorivom), koji za gorivo koristi monometilhidrazin i dušični tetroksid. Inačice rakete G+ i ES koriste unaprijeđenu verziju EPS-a pod imenom EPS L10. EPS je sposoban za višestruko paljenje motora, što se koristi prilikom lansiranja Automatskog Transfernog Vozila i njegovog ubacivanja u orbitu. Motori se pritom pale dva puta, prvi put za ubacivanje u orbitu od 140 x 260 km, drugi put za zaokruživanje orbite na 255 x 270 km i treći put, nakon odvajanja ATV-a, za spuštanje iskorištenog drugog stupnja iz orbite.
Verzije ECA koristi ESC (Étage Supérieur Cryotechnique - Kriogenski gornji stupanj), koji za gorivo koristi tekući kisik i vodik. Pogon i spremnici goriva su preuzeti iz rakete Ariane 4. Potisak motora je 64.7 kN i specifični impuls od 446 s. ECA stupanj koristi se za lansiranje geostacionarnih satelita.
| ime stupnja      | motor  | potisak | specifičan impuls | dužina izgaranja | gorivo   | dužina | promjer | masa                              |
| ---------------- | ------ | ------- | ----------------- | ---------------- | -------- | ------ | ------- | --------------------------------- |
| Ariane 5-2 EPS   | L7     | 27,4 kN | 320 s (vakuum)    | 870 s            | N2O4/MMH | 3,36 m | 3,96 m  | 12.500 kg (pun) 2.700 kg (prazan) |
| Ariane 5 EPS L10 | Aestus | 27,4 kN | 324 s (vakuum)    | 1.100 s          | N2O4/MMH | 3,36 m | 3,96 m  | 12.750 kg (pun) 2.750 kg (prazan) |
| Ariane 5 ESC A   | HM7-B  | 64,7 kN | 446 s (vakuum)    | 960 s            | LH2/LOX  | 9,00 m | 5,46 m  | 16.500 kg (pun) 2.100 kg (prazan) |

### Inačice rakete
Ariane 5 proizvodi se u više inačica, ovisno o primjeni rakete.
- 5 G (G - generička) je originalna verzija rakete. Startna masa rakete je 736 tona, a mogla je u GTO orbitu ponesti 5.970 kg u ranijim verzijama ili 6.200 kg u kasnijim verzijama. Raketa se u ovoj inačici sastojala od sljedećih stupnjeva: Ariane 5-0 potisnika na kruto gorivo, H155 kriogenskog prvog stupnja i Ariane 5-2 EPS drugog stupnja. Ukupno je izvršeno 16 lansiranja ove inačice rakete u periodu od 1996. do 2003. godine. Od 16 lansiranja bilo je 14 uspješnih.

- 5 G+ je verzija rakete 5G s unaprijeđenim drugim stupnjem koji je povećao nosivost rakete na 6.950 kg za GTO orbitu. Za drugi stupanj korišten je EPS L10, unaprijeđena verzija EPS stupnja. Raketa je letjela 3 puta u ovom izdanju 2004. godine.

- 5 ECA je inačica rakete s ESC-A kriogeničkim drugim stupnjem, a na prvom stupnju koristi se unaprijeđeni Vulcain 2 motor s 1340 kN potiska. Motor Vulcain 2 ima dužu, efikasniju sapnicu motora, protok i mješavinu goriva. Modifikacije na motoru zahtijevale su produžavanje spremnika goriva prvog stupnja. EAP potisnici su također produženi, olakšani i u njih je smješteno više goriva. ECA inačica ne povećava nosivost rakete u nisku orbitu, ali dramatično povećava nosivost u GTO orbitu koja sada iznosti do 10.500 kg. Ariane 5 ECA dosad je letjela 42 puta, od čega samo jedanput neuspješno.

- 5 GS je nastala kao privremena zamjena Ariane 5 ECA nakon neupsješnog prvog lansiranja dotične. Poboljšanja uvedena u ECA inačici rakete primijenjena, ali uz nepromijenjenu dužinu spremnika goriva i upotrebom Vulcain 1B motora. Raketa je uvedena kao privremeno rješenje dok se tražio uzrok kvara na ECA inačici. Nosivost rakete u GTO orbitu je iznosila 6.100 kg i lansirana je 5 puta.

- 5 ES verzija se koristi za lansiranje Automatskog Transfernog Vozila u kružnu orbitu na visini od 260 km, s nagibom od 51.6°. ES koristi sva poboljšanja na EAP potisnicima i EPC prvom stupnju koja su uvedena u ECA verziju rakete, ali umjesto kriogeničkog drugog stupnja koristi poboljšanu verziju EPS drugog stupnja koji se koristio na verziji rakete 5 GS. Nosivost rakete u ovoj konfiguraciji iznosi 21.000 kg u nisku orbitu. Dosad je lansirana tri puta.

## Lansiranja
Zaključno s 10. prosincom 2014. Ariane 5 je odradila 77 lansiranja, od čega su 63 bila uspješna, dva djelomično neuspješna i dva potpuno neuspješna. Raketa je zadnje neuspješno lansiranje imala 12. prosinca 2002. kada je zakazao potnisk što je dovelo do automatskog samouništenja rakete nakon 3 minute leta. Prilikom eksplozije uništeni su sateliti Hot Bird 7 i Stentor čija se vrijednost procjenjivala na oko 630 milijuna €.
Ariane 5 je postavila nekoliko rekorda prilikom postavljanja satelita u geostacionarnu transfer orbitu (GTO) lansirajući terete do 10,182 kg.
Od značajnijih tereta koje je Ariane 5 ponijela u Svemir valja izdvojiti:
- Envisat - satelit za promatranje Zemlje mase 8200 kg. Satelit je bio operativan sve od 9. svibnja 2012.
- SMART-1 - sonda ESA-e za promatranje Mjeseca, lansirana 27. rujna 2003.
- Rosetta - sonda za istraživanje kometa 67P/Churyumov–Gerasimenko koja će spustiti lander Philae na njega. Lansirana 2. ožujka 2004.
- Herschel i Planck - svemirski opservatoriji koji su zajedno lansirani 14. svibnja 2009. u Lagranžovu točku.